# Triplicità

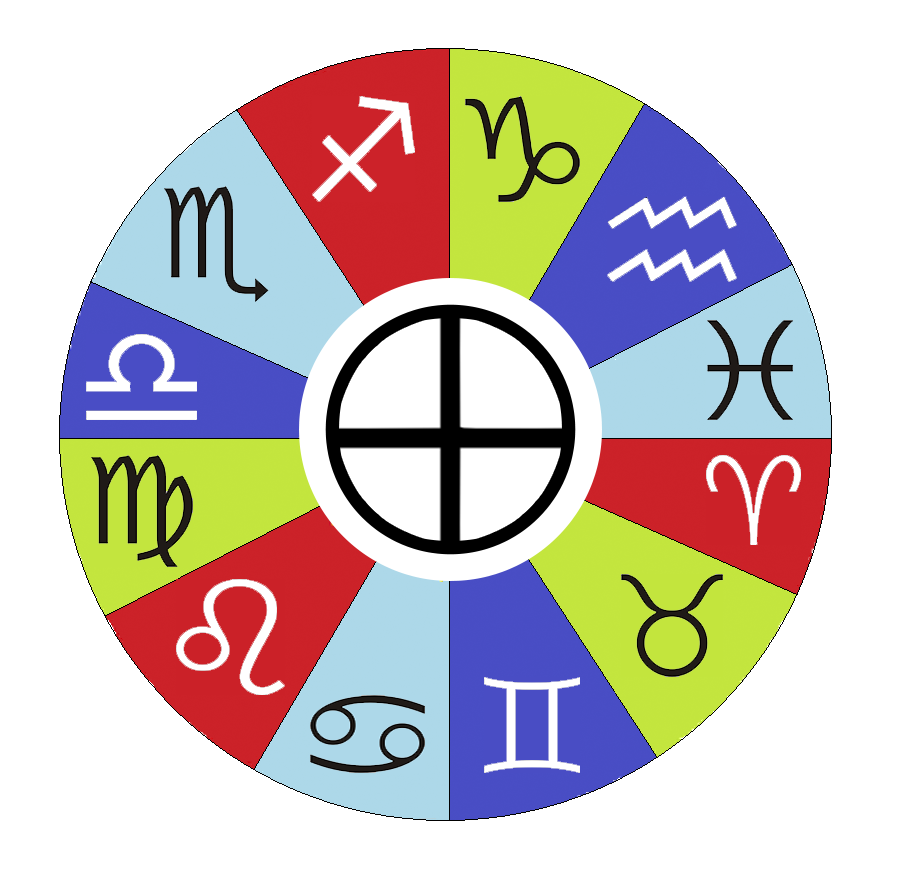
Le triplicità dello zodiaco associate ai quattro elementi, evidenziate nei rispettivi colori: rosso (fuoco), verde (terra), blu (aria), celeste (acqua).

Una triplicità, in astrologia, è un raggruppamento di tre segni zodiacali appartenenti allo stesso elemento: essendo quattro gli elementi complessivi, fuoco, terra, aria, acqua, si hanno in tutto quattro triplicità. Con questo termine si indica anche una delle dignità, o posizioni di forza, in cui possono trovarsi i pianeti.

## Le quattro triplicità
Nell'astrologia tradizionale il concetto di triplicità era ritenuto di particolare importanza, essendo associato ai quattro elementi classici, ognuno dei quali possiede sue proprie qualità, che essi trasmettono ai loro rispettivi segni, secondo lo schema riassunto da Tolomeo:
- Segni di fuoco: Ariete, Leone, Sagittario {\displaystyle \rightarrow } caldo e secco;
- Segni di terra: Toro, Vergine, Capricorno {\displaystyle \rightarrow } freddo e secco;
- Segni d'aria: Gemelli, Bilancia, Acquario {\displaystyle \rightarrow } caldo e umido;
- Segni d'acqua: Cancro, Scorpione, Pesci {\displaystyle \rightarrow } freddo e umido.[2]

## Relazioni interne ad una triplicità

I quattro trigoni che collegano i segni accomunati dai loro rispettivi elementi.

Ciascun segno di una stessa triplicità si trova a 120 gradi di distanza dagli altri due, formando tra loro degli angoli chiamati trigoni, equivalenti alla suddivisione per tre dei 360 gradi complessivi del cerchio zodiacale.
I trigoni sono considerati un tipo di relazione molto potente, di natura armonica. Ciò suggerisce che i segni accomunati dal medesimo elemento siano compatibili tra loro, si apportino vantaggi reciproci, e condividano molte delle proprie qualità.

## Dignità planetarie
Ogni triplicità è governata da due pianeti, detti perciò «signori della triplicità» o «trigonocrati», assegnati in base alle fasi del giorno, vale a dire se il grafico astrologico si riferisce a un momento in cui è sorto il Sole prevarrà il pianeta cosiddetto «diurno», se è tramontato prevarrà quello cosiddetto «notturno».
Un terzo pianeta, detto «partecipante», venne aggiunto dalla tradizione persiano-araba ai due suddetti governatori della triplicità, indipendentemente dalla valenza diurna o notturna del grafico.
La sovranità su una triplicità costituisce una dignità essenziale di un pianeta, ritenuta persino la più potente, secondo Doroteo di Sidone e altri astrologi tradizionali, tra i vari fattori utilizzati per valutare la forza, l'efficacia e l'integrità di ciascun pianeta in un grafico.
Le dignità planetarie di ogni triplicità sono così assegnate secondo il sistema di Doroteo, che si discosta da quello usato più tardi da Tolomeo:
| Triplicità                         | Signore diurno | Signore notturno | Partecipante |
| ---------------------------------- | -------------- | ---------------- | ------------ |
| Fuoco (Ariete, Leone, Sagittario): | Sole           | Giove            | Saturno      |
| Terra (Toro, Vergine, Capricorno): | Venere         | Luna             | Marte        |
| Aria (Gemelli, Bilancia, Aquario): | Saturno        | Mercurio         | Giove        |
| Acqua (Cancro, Scorpione, Pesci):  | Venere         | Marte            | Luna         |

Claudio Tolomeo in seguito non tenne conto dei pianeti «partecipanti» come criterio di sovranità sulle triplicità, e modificò inoltre i governanti del triangolo d'acqua facendone di Marte il signore non solo per i grafici notturni ma anche per i diurni. Il parametro dei pianeti «partecipanti» in genere non venne più usato dopo il periodo ellenistico; oggi ricorre solo nei temi dell'astrologia natale.
A partire dai sistemi medievali di astrologia, nel computo delle cinque dignità più importanti la triplicità venne considerata inferiore rispetto a quella dei domicili, valutabile con un punteggio massimo pari a 5, e a quella delle esaltazioni, corrispondente a 4 punti, mentre ai signori della triplicità si assegna un valore di 3 punti.